# 배화신전
배화신전(拜火神殿, 페르시아어: آتشکده)은 조로아스터교도를 위한 사원이다.
비록 조로아스터 교도가 어떤 형식으로도 불을 존중하지만 불의 사원은 문자그대로 불을 존경한다. 조로아스터교 신앙은 불(아타르)와 함께 맑은 물(아반)이 종교의 순수한 대행자이다.
정화의 예식을 위한 깨끗하고 흰 재가 교적 삶의 근본으로 여겨진다. 그것은 실질적으로  내적 불의 경향에 적합한 의식이다. 왜냐하면 사원은 새로운 엄숙함에 올려진 향로불의 그것이기 때문이다.

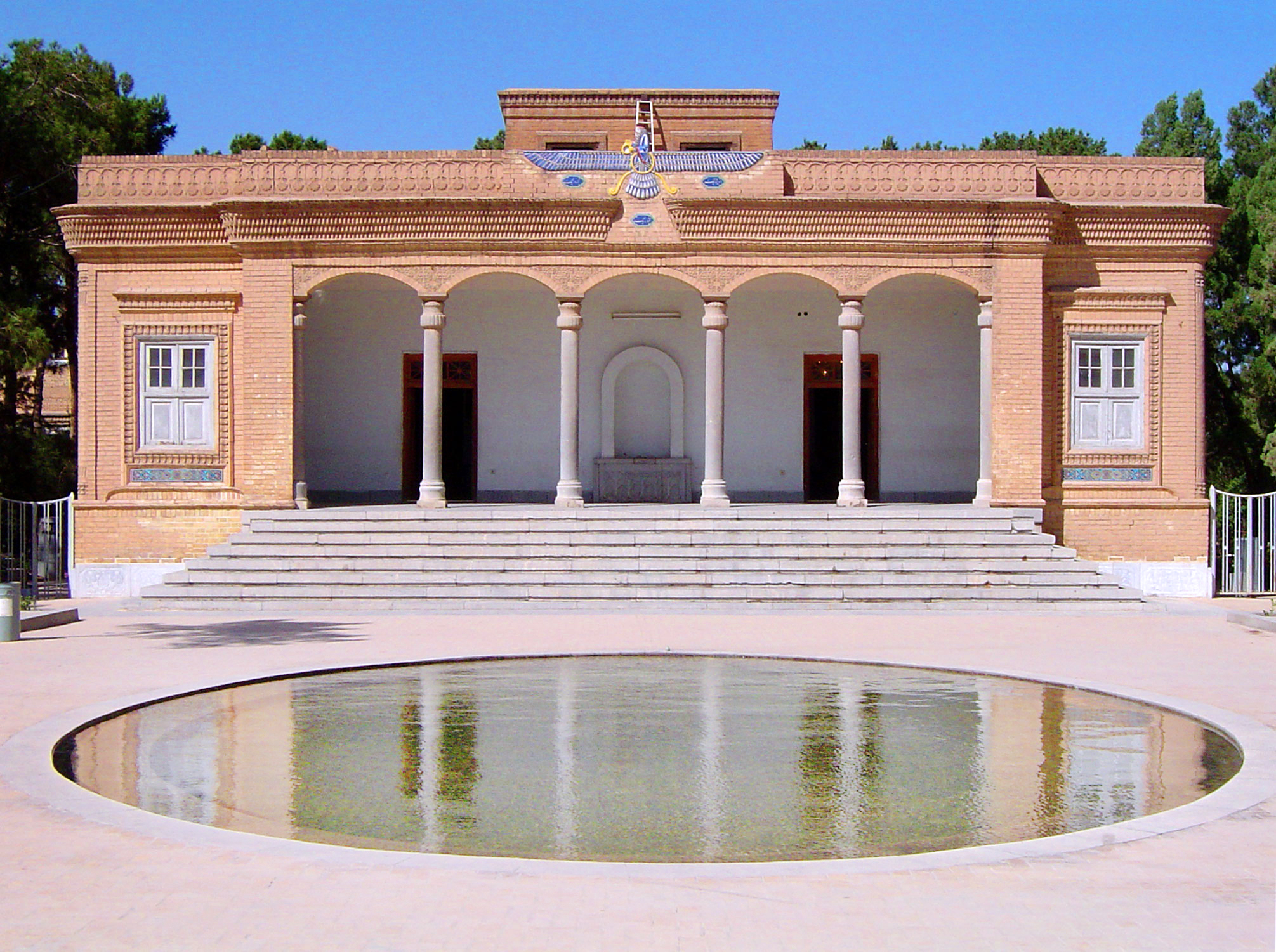
야즈드 아타시 베흐람